# 厚蛇屬
厚针蛇屬（學名：Pachyrhachis）又名厚蛇或厚棘蛇，是一種已滅絕的有足蛇種，生活於中東（化石發現於巴勒斯坦與以色列）的海域，體長約 1 至 1.5 公尺。
現代大部分的蟒蛇及蚺蛇體內仍有細小的骨段，相信就是厚針龍時代所擁有的蛇類後足在退化過程中所遺留的痕跡，估計已經歷了數百萬年的演變。

## 外部連結
- 厚針龍圖像
- 蛇類擁有後足的一個階段（页面存档备份，存于）